# プラサムットチェーディー郡
座標: 北緯13度34分7秒 東経100度33分42秒 / 北緯13.56861度 東経100.56167度
プラサムットチェーディー郡（プラサムットチェーディーぐん、プラサムットチェディとも）はタイ中部・サムットプラーカーン県にある郡（アンプー）の一つ。

## 名称

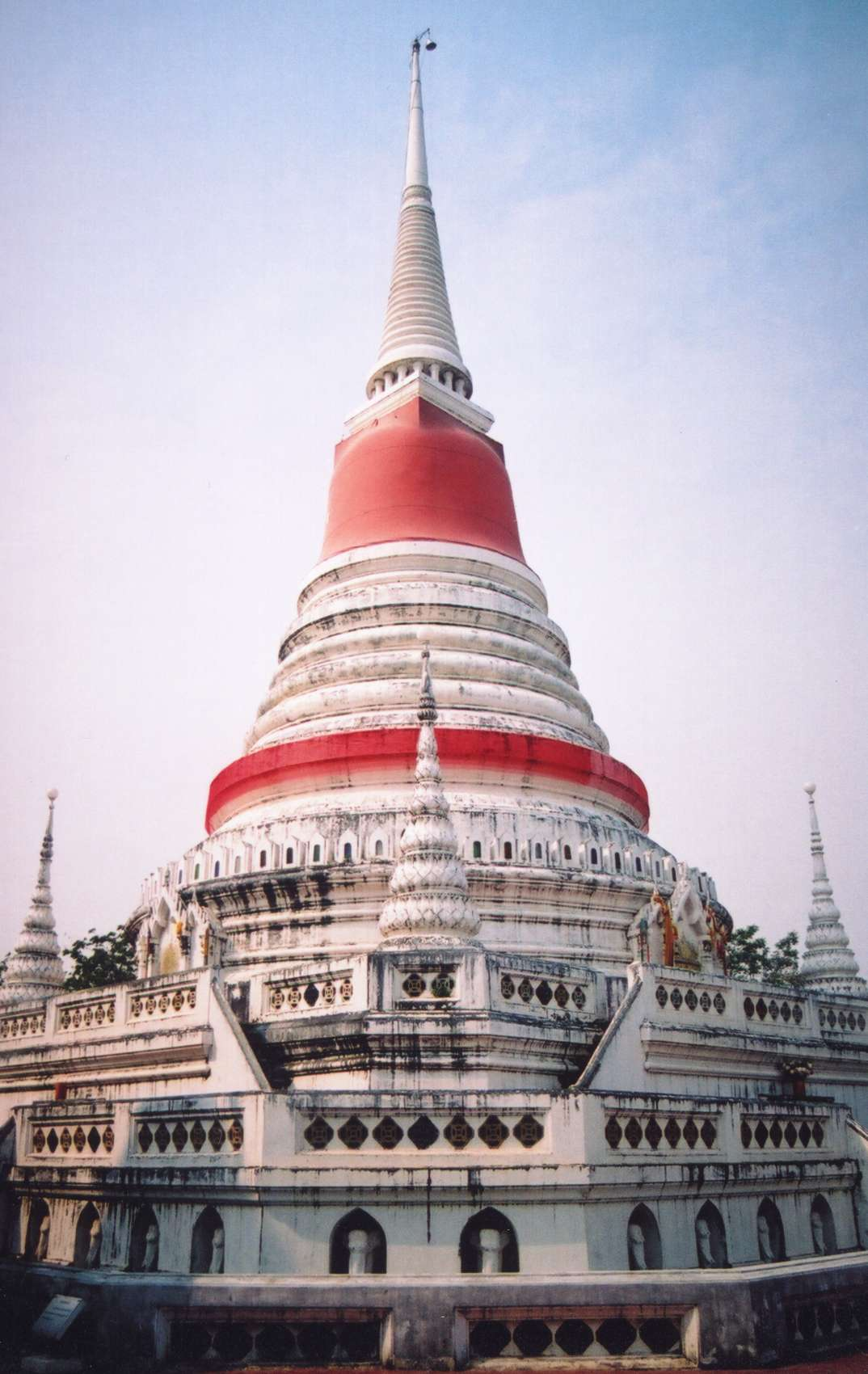
ワット・プラサムットチェーディー

「プラ」とは高貴なあるいは聖なる人格、物に冠する称号。「サムット」とは「海」、「チェーディー」とは「仏塔」の事である。これは郡内にあるプラ・サムットチェーディー（写真）に由来する名称である。

## 歴史
タイランド湾からチャオプラヤー川に上がってくるとき通過する地点で、アユタヤ王朝時代からの要所であった。パークナム事件の舞台でもある。ラーマ2世は上流のプラプラデーンに海港を建設した後、宗教的な目的で1827ないし8年、パゴダを建設した。これがプラ・サムットチェーディーである。これは現存しており、サムットプラーカーン県の県章にもなっている。
1893年に海の前哨として、チュラチョームクラオ要塞が設置された。長くサムットプラーカーン市の行政区分の中にあったが、1984年12月15日サムットプラーカーンから分郡として独立。1991年7月15日に郡に昇格した
。

## 地理
チャオプラヤー川に面し、川にはピースアサムット島と呼ばれる中州がある。またチャオプラヤー川の河口がある。郡内には運河が網の目のように巡らされている。また、海側はエビの養殖地が広がる。
交通は、国道303号線（スックサワット通り）が北に延びておりバンコク方面とつながっているほか。県庁所在地であるサムットプラーカーンとは船でつながっている。また国道3243号線（クローンサッパサーミット通り）が西に延びており、サムットサーコーン方面と通じている。

## 経済
郡内の主な産業は漁業や、農業である。農業ではココヤシやマンゴーなどの果物が作られている。また漁業ではエビの養殖が盛んである。

## 行政区分
プラサムットチェーディー郡は5のタムボンに分かれ、さらにその下位に42の村（ムーバーン）がある。自治体（テーサバーン）が設置されており以下のようになっている。
- テーサバーンタムボン・プラサムットチェーディー・・・タムボン・パーククローンバーンプラーコット全体
- テーサバーンタムボン・レームファーパー・・・タムボン・レームファーパー、タムボン・タムボン・ナイクローンバーンプラーコットの一部

以下は郡内のタムボンの一覧である。
1. タムボン・ナークルア・・・ตำบลนาเกลือ
2. タムボン・バーンクローンスワン・・・ตำบลบ้านคลองสวน
3. タムボン・レームファーパー・・・ตำบลแหลมฟ้าผ่า
4. タムボン・パーククローンバーンプラーコット・・・ตำบลปากคลองบางปลากด
5. タムボン・ナイクローンバーンプラーコット・・・ตำบลในคลองบางปลากด